# Дембе (Каліський повіт)
Дембе (пол. Dębe) — село в Польщі, у гміні Желязкув Каліського повіту Великопольського воєводства.
Населення — 621 особа (2011).
У 1975-1998 роках село належало до Каліського воєводства.

## Демографія
Демографічна структура станом на 31 березня 2011 року:
|          | Загалом | Допрацездатний вік | Працездатний вік | Постпрацездатний вік |
| -------- | ------- | ------------------ | ---------------- | -------------------- |
| Чоловіки | 328     | 73                 | 233              | 22                   |
| Жінки    | 293     | 54                 | 182              | 57                   |
| Разом    | 621     | 127                | 415              | 79                   |